# SLUC Nancy
Stade Lorrain Université Club Nancy Basket (SLUC) je košarkaški klub iz francuskog grada Nancya.

## Uspjesi
Kup Radivoja Koraća
- Pobjednik: 2002.

Francusko prvenstvo
- Doprvak: 2005., 2006.

Francuski kup
- Finalist: 1997.

Semaine des As
- Pobjednik: 2005.